# Chaetocnema paganettii
Chaetocnema paganettii es un coleóptero de la familia Chrysomelidae. Fue descrita científicamente en 1923 por Heikertinger.